# Guantai
I Guantai, nota anche come Guantai-Nazareth o Guantai all'Orsolone, sono una località del comune di Napoli, che fa parte del quartiere di Chiaiano, nell'VIII Municipalità.

## Geografia fisica
La zona è situata all'estremo nord dei Camaldoli e dei quartieri di Pianura e Chiaiano, in un'area collinare confinante con il comune di Marano di Napoli e la sua frazione di Torre Caracciolo.

## Società
La zona, anticamente descritta come un villaggio di pacifici contadini, attualmente è composta da un ufficio postale, varie scuole, farmacie, strutture alberghiere e numerose attività commerciali.

## Monumenti e luoghi d'interesse
Nella zona è presente la nota Chiesa Regina Paradisi, sita in piazzetta dei Guantai a Nazareth e costruita nel 1877 e divenuta ufficialmente parrocchia nel 1926..